# Charlotte Marsh
Charlotte "Charlie" Marsh (Newcastle upon Tyne, 1887 – 1961) fue una sufragista británica. Fue una organizadora remunerada de la Unión Social y Política de las Mujeres (WSPU por sus siglas en inglés) y es una de las primeras mujeres en ser alimentadas a la fuerza durante uno de los varios períodos de encarcelamiento por protesta militante. Era la chofer de David Lloyd George.

## Trayectoria
Su padre, Arthur Hardwick Marsh, era un famoso acuarelista. Se educó en la escuela local en St Margaret's School y luego en Roseneath en Wrexham antes de completar su educación en Burdeos. En 1907, se incorporó a la WSPU pero no se hizo activa, hasta que parece ser que por su formación como inspectora sanitaria le abrió los ojos a la difícil situación de las mujeres. Marsh se convirtió en un organizadora a tiempo completo para la WSPU y el 30 de junio de 1908 fue arrestada junto con Elsie Howey y encarcelada en Holloway durante un mes bajo cargos de obstrucción a la policía.
El 17 de septiembre de 1909, subió junto a Mary Leigh al tejado de Bingley Hall en Birmingham para protestar por haber sido excluidas de una reunión política en la que el Primer Ministro británico Herbert Henry Asquith pronunciaba un discurso. Tiraron tejas que apilaron con un hacha al coche del Asquith y a la policía. Fueron enviadas a juicio y luego sentenciadas a la prisión de Winson Green. En protesta por no haber sido tratadas como prisioneras políticas, se declararon en huelga de hambre, y se convirtieron en las primeras personas en ser alimentadas a la fuerza.

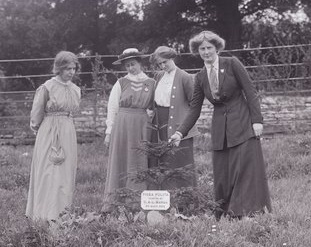
Marsh plantando un árbol en Eagle House con la presencia de Annie Kenney, Mary Blathwayt y Laura Ainsworth.

Marsh fue invitada como una de las principales sufragistas a Eagle House en Batheaston en abril de 1911. Esta era la casa de Mary Blathwayt y sus padres, y ellos invitaron a las sufragistas a plantar árboles. El Coronel Blathwayt tomó una foto y se hizo una placa para registrar el evento. Marsh plantó Picea Polita. La madre de Mary, Evelyn Blathwayt, notó que Marsh no estaba comiendo carne, pero parecía haberse recuperado de su encarcelamiento.
Durante la Primera Guerra Mundial trabajó como mecánica y chofer para Lloyd George, mientras continuaba con su activismo. George conocía sus antecedentes, pero quería tender un puente político hacia quienes querían el sufragio femenino. Además, quería emplear a una mujer mientras hacía campaña para que las mujeres se unieran a la fuerza laboral para reemplazar a los hombres que estaban en las fuerzas armadas. Marsh conducía su coche pero también era su mecánico, ya que había trabajado en el Ejército de tierra.
Hacia 1916, Marsh estaba frustrada por la negativa de la WSPU a hacer campaña durante la guerra sobre temas de sufragio. Fundó la Independent Women's Social and Political Union para continuar la campaña, publicando la Independent Suffragette.
Después de la guerra, trabajó para el movimiento por la paz de la LIMPAL y luego como trabajadora social en San Francisco. Regresó a Londres, donde volvió a su experiencia en salud pública trabajando para el London County Council. En 1952, pronunció un discurso en la reunión inaugural de la National Assembly of Women y presentó una declaración de solidaridad de las mujeres por la igualdad y la paz.
Marsh murió en 1961.